# Risttee
Risttee – wieś położona w estońskiej gminie Otepää.
Według spisu ludności z 2025 roku wieś Risttee miała 41 mieszkańców.